# Mae Laborde
Mae Laborde (pseudoniem van Mae Shamlian; Fresno, 13 mei 1909 – Santa Monica, 9 januari 2012) was een Amerikaans actrice.

## Carrière
Mae begon haar carrière pas op 93-jarige leeftijd en dit tot aan haar dood op de leeftijd van 102. In haar gewone leven was ze boekhoudster.
Zij speelde in Talkshow with Spike Feresten, The Heartbreak Kid en Pineapple Express.
Op 21 februari 2009 kreeg ze een prijs, de zogenaamde Huluprijs, behaald voor een filmpje waarin zij "uitlegt" hoe je een tv van analoge naar digitale tv overzet met een converterbox. Ze was toen bijna 100 jaar.

## Privé
Ze was gehuwd met dirigent Nicholas Laborde, en overleed begin 2012.